# Reisz András
Reisz András (Losonc, 1980. szeptember 9. –) az Országos Meteorológiai Szolgálat (OMSZ) meteorológusa.

## Élete
Gyermekkorát Füleken töltötte, általános iskolába is odajárt. Középiskoláját Kassán végezte, a Szakkay József Műszaki és Közgazdasági Szakközépiskola elektrotechnika szakán. Szakmai érdeklődése már szakközépiskolás évei elején kezdődött. Egyszerű időjárási megfigyeléseket végzett. Érettségi után, 2000-ben az ELTE Természettudományi Kara (ELTE TTK) meteorológus szakára jelentkezett, amit 2005-ben be is fejezett. Preferált szakterülete: a szinoptikus meteorológia és médiameteorológia.
2015-től a HírTV-nél dolgozott mint műsorvezető–időjárásjelentő. 2016 szeptemberétől Németh Lajos utódja a TV2-n. Palóc tájszólását igyekszik megőrizni médiaszerepléseiben is.
Szenvedélyei a vonatozás, a természetjárás és a kerékpározás.